# Chrysozephyrus smaragdina
Chrysozephyrus smaragdina is een vlinder uit de familie van de Lycaenidae. De wetenschappelijke naam van de soort is voor het eerst geldig gepubliceerd in 1861 door Bremer.